# Lutherse Kerk (Middelburg)

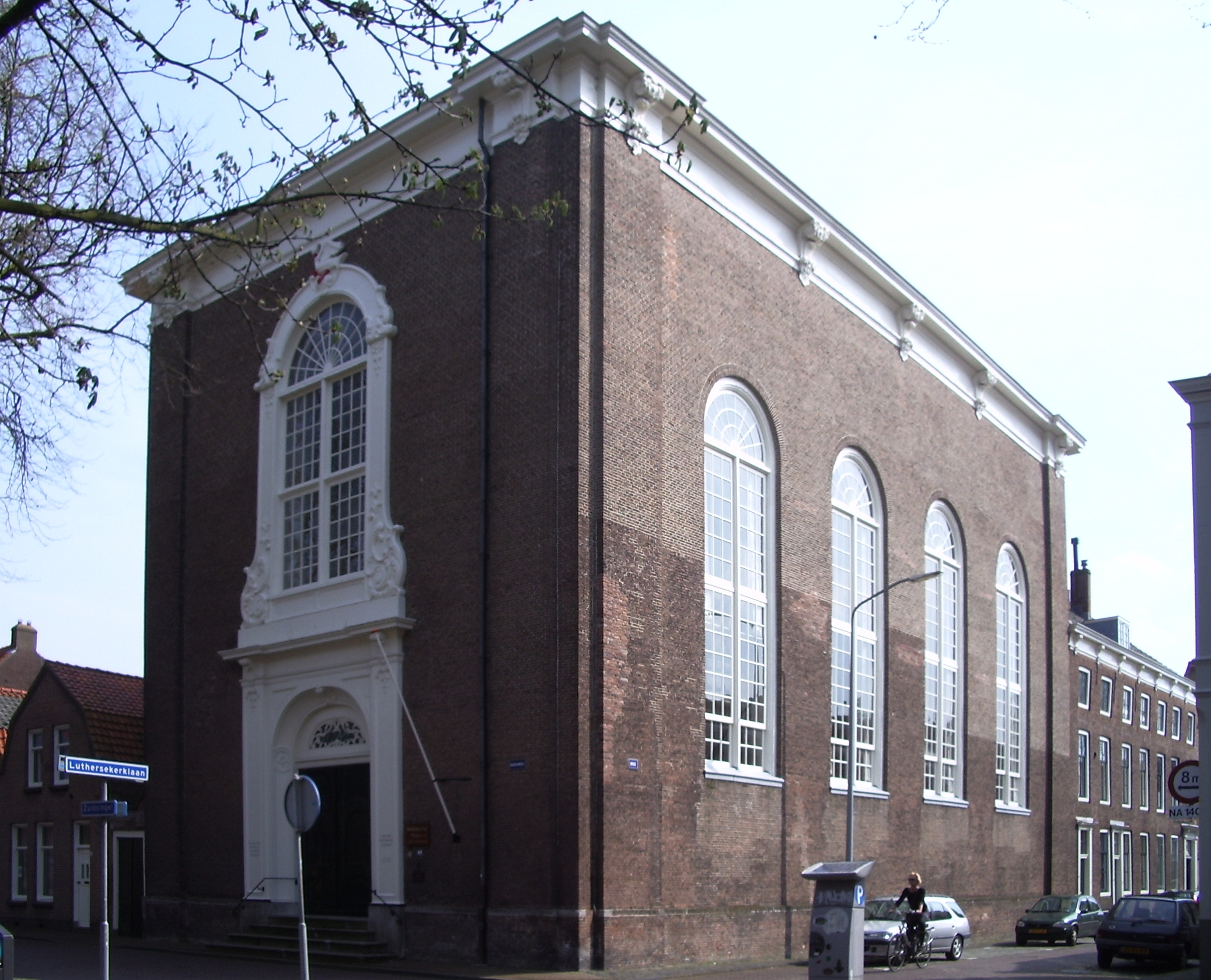
Die Lutherse Kerk zu Middelburg

Die Lutherse Kerk ist ein ehemaliges evangelisch-lutherisches Gotteshaus zu Middelburg in der niederländischen Provinz Zeeland. Die Kirche ist Rijksmonument unter der Nummer 29713. Sie wird seit 2014 von einer altkatholischen Gemeinde genutzt und trägt seitdem das Patrozinium des von Alt-Katholiken wie Lutheranern geschätzten Kirchenlehrers Augustinus.

## Geschichte
1617 wurde an die Middelburger Lutheraner ein Lagerhaus am Suikerpoort übergeben, das sie als schuilkerk herrichten durften. Nach einem Brand 1673 wurde das Gebäude wiederhergestellt und vergrößert. 1737 schließlich wurde der Entschluss gefasst, eine neue Kirche zu errichten. Die in der Folgezeit aus Backstein erbaute barocke Saalkirche wurde für die Middelburger Lutheraner nach Entwürfen Jan de Muncks errichtet und 1742 geweiht. Auffälligstes Merkmal des äußerlich schlichten Saalbaus ist das Portal im Louis-quatorze-Stil. Im Inneren wurde die Kirche mit einem aufwändigen Stuckdekor durch Antoni Trauil und Giovanni Antonio Gioveni versehen. Der prächtige Orgelprospekt beherbergt die Orgel aus der alten Kirche, die von Johannes Duyschot aus Alkmaar 1707 erbaut worden war. Bestrebungen französischer Besatzungstruppen unter Napoleon Bonaparte, die Kirche in ein Hospital umzuwandeln, konnten durch die Kirchengemeinde abgewendet werden.
2004 schlossen sich die Middelburger Lutheraner zusammen mit der örtlichen reformierten Gemeinde der neugeschaffenen unierten Protestantischen Kirche in den Niederlanden an. Die Lutherse Kerk wurde zunächst nur noch für besondere Gottesdienste genutzt, wie z. B. traditionell für die Feier der heiligen Osternacht. Seit 2014 nutzt die Altkatholische Kirche das Gebäude.

## Orgel
Die Orgel wurde im Jahre 1707 von dem Orgelbauer Johannes Duyschot erbaut. Im Laufe der Zeit wurde das Instrument nur geringfügig verändert. Die Ergänzungen betrafen maßgeblich das Rückpositiv, wo zuletzt im Jahre 1964 die Mixtur und der Dulciaan hinzugefügt wurden. Das Schleifladen-Instrument hat 17 Register auf zwei Manualen. Das Pedal (Umfang: C–c1) ist angehängt. Die Spiel- und Registertrakturen sind mechanisch.
| I Hauptwerk C–c3 |                     |       |
| 1.               | Prestant            | 8′    |
| 2.               | Holpijp             | 8′    |
| 3.               | Octaaf              | 4′    |
| 4.               | Fluit               | 4′    |
| 5.               | Quint               | 3′    |
| 6.               | Octaaf              | 2′    |
| 7.               | Cornet IV           |       |
| 8.               | Mixtuur II-IV (B/D) | 1 ⁄2′ |
| 9.               | Trompet (B/D)       | 8′    |
|                  | Tremulant           |       |

| II Rückpositiv C–c3 |                    |    |
| 10.                 | Prestant (D)       | 8′ |
| 11.                 | Holpijp            | 8′ |
| 12.                 | Prestant           | 4′ |
| 13.                 | Fluit              | 4′ |
| 14.                 | Octaaf             | 2′ |
| 15.                 | Sesquialter II (D) |    |
| 16.                 | Mixtuur II-III     |    |
| 17.                 | Dulciaan           | 8′ |

- Koppel: I/P (B, D)